# 虎 (南氏)
虎（?—?），南氏，名虎，是卫灵公的曾孙，公子郢的孙子，司寇惠子的儿子。
司寇惠子去世的时候，子游穿着麻衰、牡麻绖为吊丧，司寇惠子的哥哥公孙弥牟一再劝说不敢当子游服重孝。后来明白子游讥讽司寇惠子废嫡立庶，扶司寇惠子之子虎上嫡子主丧之位。